# Kurzripp-Polydaktylie-Syndrome
Die Kurzripp-Polydaktylie-Syndrome umfassen einige angeborene vererbbare Osteochondrodysplasien mit letalem Verlauf charakterisiert durch kurze Rippen und unterentwickelte Lunge.

## Verbreitung
Die Häufigkeit dieser Krankheitsgruppe ist nicht bekannt, die Vererbung erfolgt autosomal-rezessiv.

## Klinische Erscheinungen
Gemeinsame Merkmale sind:
- Kurze Rippen mit Thorax – Hypoplasie, Lungenhypoplasie und Ateminsuffizienz
- Verkürzung und Dysplasie von Röhrenknochen, häufig Polydaktylie

Hinzu kommen Fehlbildungen des Herzens, des Urogenitalsystemes und Darmes, Lippen-Kiefer-Gaumen-Spalte, der Epiglottis, Luft- und Speiseröhre.

## Klassifizierung
Die internationale Klassifizierung wie in Orphanet hinterlegt umfasst:
- Kurzripp-Polydaktylie-Syndrom I Typ Saldino-Noonan
- Kurzripp-Polydaktylie-Syndrom Typ II Majewski
- Kurzripp-Polydaktylie-Syndrom Typ III Verma-Naumoff
- Kurzripp-Polydaktylie-Syndrom Typ  IV Beemer-Langer

Basierend auf morphologisch-radiologischen Kriterien ist folgende erweiterte Unterteilung möglich:
- Kurzripp-Polydaktylie-Syndrom Typ I Saldino-Noonan
- Kurzripp-Polydaktylie-Syndrom II Typ Verma-Naumoff
- Kurzripp-Polydaktylie-Syndrom III Typ Le Marec
- Kurzripp-Polydaktylie-Syndrom IV Typ Yang
- Kurzripp-Polydaktylie-Syndrom V Typ Jeune
- Kurzripp-Polydaktylie-Syndrom VI Typ Majewski
- Kurzripp-Polydaktylie-Syndrom VII Typ Beemer

## Differentialdiagnose
- Ausgeprägteste Rippen- und Extremitätenverkürzung und Beckenveränderung beim Saldino-Noonan-Syndrom
- Normales Becken beim Majewski-Syndrom
- Lippen- und Gaumenspalten nur beim Majewski-Syndrom
- Analatresie nur beim Saldino-Noonan-Syndrom

Ferner finden sich Ähnlichkeiten mit dem Ellis-van-Creveld-Syndrom.

## Therapie
Bei geeigneten Patienten ist eventuell ein operativer Eingriff mit dem VEPTR-Verfahren möglich.